# None
None (italià) o Non (piemontès) és un municipi (comune) d'Itàlia que l'any 2010 tenia 8.012 habitants. Pertany a la ciutat metropolitana de Torí, al Piemont. Es troba 25 m d'altitud i ocupa una superfície de 24,64 km². El riu Essa divideix el municipi de None del de Castagnole Piemonte.

## Persones relacionades amb None
- Paolo Albera (1845-1921), segon successor de Don Bosco i rector major dels Salesians entre 1910 a 1921.
- Giuseppe Cerutti (1738-1792), escriptor i polític francès.
- Matteo Pitavino (1875-1953), religiós i missioner a Etiòpia i Somàlia.